# 维提织纹螺
维提织纹螺（学名：Nassarius vitiensis），是新腹足目织纹螺科织纹螺属的一种。主要分布于中国大陆，常栖息在潮下带。